# 민주평화당 (이집트)
민주평화당(아랍어: حزب السلام الديمقراطي)은 2005년에 창당된 이집트의 정당이다.